# Upplands runinskrifter 962
Upplands runinskrifter 962 är en runsten belägen utanför muren till Vaksala kyrka i Uppsala. Den är placerad tillsammans med tre andra stenar, U 963, U 964 och U 965. U 962 står längst norrut av de fyra stenarna. Runstenen är 1,5 meter hög samt 0,8 meter bred. Runhöjden är 5 centimeter. Kanten med ristarens namn är delvis avslagen.
U 962 låg tidigare lagd i kyrkogårdsmuren. 1948 restes den på sin nuvarande plats.

## Inskriften
Translitterering av runraden:
... at ' sik ' silfa... ...--[k]an ' in ' (r)[ai-]-(n) ' -(a)stgi[-]
Normalisering till runsvenska:
... at sik sialfa[n kvi]kvan. En rai--n [F]astgæi[ʀʀ](?).
Översättning till nusvenska:
... efter sig själv, medan han levde. Och ... Fastger.